# Fiica (film din 2015)
Fiica este un film dramatic australian din 2015, scris și regizat de Simon Stone, cu o distribuție de ansamblu condusă de Geoffrey Rush. Filmul a fost lansat în Australia pe 17 martie 2016 având recenzii în general favorabile. Filmul este o versiune a piesei lui Henrik Ibsen din 1884, Rața sălbatică.

## Intrigă
Christian Nielsen, un alcoolic în recuperare, se întoarce acasă în Australia din Statele Unite pentru nunta tatălui său, Henry, cu menajera mult mai tânără, Anna.
El află că Charlotte, fosta menajeră a lui Henry și soția prietenului său din copilărie, Oliver, a avut o aventură cu Henry și că fiica lor adolescentă, Hedvig, este de fapt sora lui vitregă. Soția lui Christian, care trebuia să participe și ea la nuntă, se desparte de el la telefon. Christian, simțindu-se nefericit, începe din nou să bea mult. La nuntă, întrucât îl urăște pe Henry pentru felul în care și-a tratat mama care s-a sinucis, Christian se simte obligat să-i spună lui Oliver despre aventură.
Oliver este devastat și, după ce își dă seama că Hedvig nu este fiica lui, o părăsește pe Charlotte. Christian îi spune apoi lui Hedvig adevărul. Ea merge la Oliver, dar el îi spune că nu se poate uita la ea, după care aceasta încearcă să se sinucidă folosind pușca bunicului ei. Oliver și Charlotte se reîntâlnesc la spital, unde Hedvig se află la recuperare.

## Distribuție
- Paul Schneider în rolul Christian Nielsen
- Geoffrey Rush în rolul Henry Nielsen, tatăl lui Christian
- Ewen Leslie în rolul Oliver Finch, prietenul lui Christian din copilărie și soțul lui Charlotte
- Miranda Otto în rolul Charlotte Finch, soția lui Oliver
- Odessa Young în rolul Hedvig Finch, fiica lui Charlotte și a lui Oliver
- Anna Torv în rolul Anna, menajera și viitoarea soție a lui Henry
- Sam Neill în rolul Walter Finch, tatăl lui Oliver
- Nicholas Hope în rolul Peterson

## Lansare
Fiica a fost prezentat în secțiunea Prezentări speciale a Festivalului Internațional de Film de la Toronto din 2015. Filmul a fost lansat în Australia pe 17 martie 2016.

## Recepție
Fiica a primit recenzii în general pozitive de la critici. Pe site-ul web al agregatorului de recenzii Rotten Tomatoes, filmul are un rating de aprobare de 77 % pe baza a 61 de recenzii, cu un rating mediu de 6,90/10. Consensul critic spune: „Cu Fata, scenaristul-regizorul debutantul Simon Stone transformă Rața sălbatică a lui Henrik Ibsen într-o meditație atentă asupra legăturilor familiei, prieteniei și comunității”. Pe Metacritic, filmul are un scor mediu ponderat de 62 din 100 pe baza a 12 recenzii, indicând „recenzii favorabile în general”.
Jessica Kiang de la IndieWire a acordat filmului un B+, spunând în comentariile sale de încheiere că este „un film extrem de lustruit care dezminte melodrama telenovelistică a intrigii sale, având răsturnările și întorsăturile care izvorăsc direct din comportamentul uman bine observat, Fata lui Stone este un triumf liniștit, extrem de emoționant, care demonstrează că, contrar înțelepciunii acceptate, există secrete care ar fi bine să rămână nespuse”.
Wendy Ide de la The Guardian a dat filmului 4 puncte din 5, spunând că „Secretul îngropat de multă vreme al unei familii este dezgropat într-o adaptare Ibsen marcată de performanțe bune”. Eddie Cockrell de la Variety a comparat Fata cu o capodopera a altui regizor, Rața sălbatică. Rochelle Siemienowicz de la SBS a fost citată spunând că „[filmul este] încrezător, o modernizare discretă a materialului european clasic pentru decorul australian”.